# Szathmári Lázár Miklós
Szathmári Lázár Miklós (Szatmár, 1607. – Szatmár, 1656. január 11.) református lelkész, a Tiszántúli református egyházkerület püspöke 1650-től haláláig.

## Életútja
Bizonyára Szatmáron végezte tanulásának legalább egy részét, míg 1628 júliusában Sárospatakon lépett a felsőbb osztályokba. Miután szülővárosában rektor is volt, külföldre ment s 1635. augusztus 18-án Leidenben, 1637. február 14-én Franekerben iratkozott be az egyetemre. Visszajővén, 1638 második vagy 1639 első felében másodpap, 1640 vége felé pedig elsőpap lett Szatmáron. Innen 1641-ben Nagyecsedre, onnan Szepsibe, 1645-ben Viskre, 1646 nyarán újból Szatmárra választották meg elsőpapnak. 1650-ben esperese lett a szatmári egyházmegyének, és még ez évi júniusban püspöke a tiszántúli egyházkerületnek, de emellett tovább viselte az esperesi hivatalt is. Püspökségének legfontosabb mozzanatai a puritanizmus elleni küzdelemhez fűződnek.

## Művei
- De Deo Patre et Deo Filio. (Leiden, 1636.)
- Három halotti prédikáció gr. Bethlen Péter felett („Temetési pompa” c. gyűjteményben). (Nagyvárad, 1646.)
- Üdvözlő verset írt Debreceni Péterhez (1637.)